# Carl Laeisz

Carl Laeisz

Carl Heinrich Laeisz (ausgesprochen: „Leiß“, * 27. April 1828 in Hamburg; † 22. März 1901 ebenda) war ein deutscher Kaufmann und Reeder.

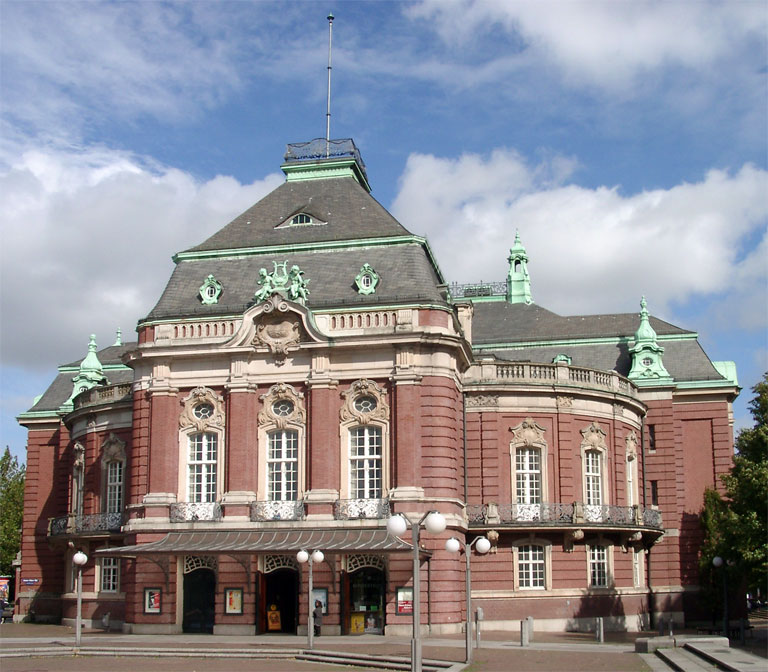
Laeiszhalle Hamburg

## Leben
Laeisz war der Sohn des Reeders Ferdinand Laeisz und dessen Ehefrau Johanna Ulrike Catharina Creutzburg. Nach Beendigung seiner Schulzeit absolvierte Laeisz eine kaufmännische Lehre bei Firma E. C. Schramm & Co. in Bremen, darauf folgten mehrere ausgedehnte Studienreisen durch Großbritannien, Frankreich und Amerika.
Am 1. März 1852 trat er als Teilhaber in die väterliche Firma F. Laeisz ein. Als fähiger Kaufmann brachte er das Familienunternehmen mit den Sparten Handel, Schifffahrt und Versicherung bald in eine herausragende Stellung im Hamburger Wirtschaftsleben.
Laeisz heiratete 1852 Sophie Christine Knöhr (1831–1912), eine Tochter des Schiffsmaklers Christian Ludwig Knöhr. Mit ihr hatte er einen Sohn, Carl Ferdinand Laeisz. Sophie Laeisz trug aufgrund ihrer krausen Haare oder ihrer Frisur den Spitznamen „Pudel“, auf den Laeisz 1857 das zweite Schiff des Unternehmens taufte und das die Tradition begründete, allen Schiffen einen mit „P“ beginnenden Namen zu geben (siehe Flying P-Liner).
Neben Familie und Unternehmen engagierte sich Laeisz in der Philharmonischen Gesellschaft, in deren Vorstand er von 1899 bis 1901 saß.
Die vom Vater gegründete Firma führte Carl Laeisz mit großem Erfolg; daneben war er Mitbegründer der Hamburg-Südamerikanischen Dampfschiffahrtsgesellschaft 1871, wo er die Leitung des Verwaltungsrats 1887 nach dem Tod seines Vaters übernahm. Er war maßgeblich an der Gründung etlicher Reedereien beteiligt, so der Dampfschiff-Rhederei „Hansa“ (1883), die 1892 an die Hapag verkauft wurde, der Deutsch-Australischen Dampfschiffs-Gesellschaft (1888), der Deutschen Levante Linie (1889) und der Deutschen Ost-Afrika-Linie (1890) beteiligt. Ferner war Carl Laeisz Großaktionär der Hapag und Förderer Albert Ballins.

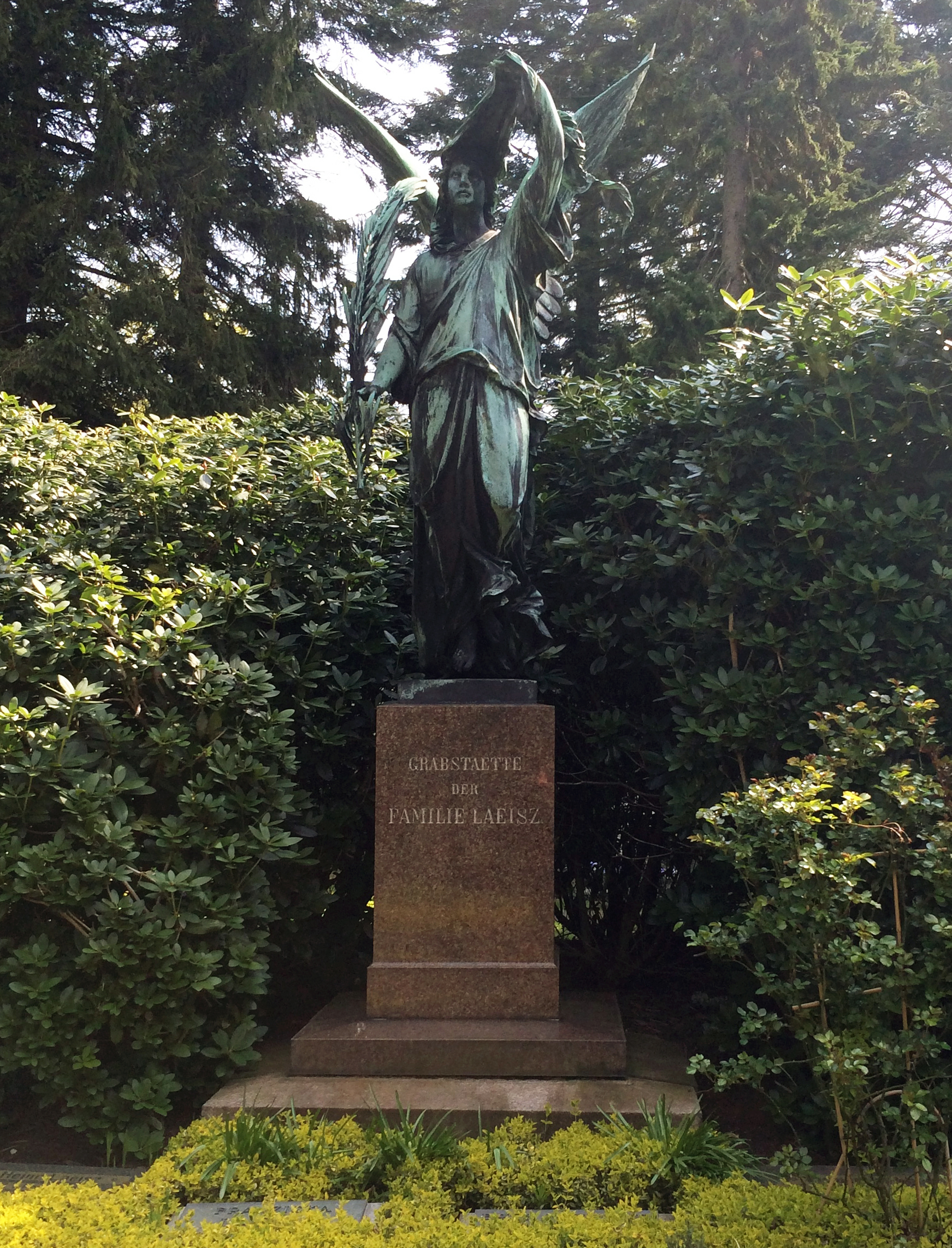
Familiengrab Laeisz auf dem Friedhof Ohlsdorf

So modern diese Firmen ausgestattet waren, die eigene Reederei benutzte weiterhin Segelschiffe, die für ihre Robustheit, Geschwindigkeit und Zuverlässigkeit berühmten Flying P-Liner. Gerade diese stählernen Schiffe, deren stehendes und laufendes Gut vermehrt aus Stahlseilen und Ketten bestand und die als Salpeterklipper um Kap Hoorn nach Chile und zurück segelten, brachten der Familie Laeisz großes internationales Ansehen. „Meine Schiffe können und sollen schnelle Reisen machen“, war seine Instruktion an die Kapitäne. Auf Anregung hin gab er den Auftrag für ein Fünfmastvollschiff, die Preußen, dessen Bau und Fertigstellung weder er noch sein Sohn erlebten.
Laeisz war für verschiedene Versicherungen und Banken tätig. So war er Mitglied des Aufsichtsrats der Assecuranz-Union von 1865, der Norddeutschen Versicherungsgesellschaft, der Janus Versicherung sowie der Vereinsbank.
Ehrenamtlich engagierte sich Laeisz 1861 und 1862 als Mitglied der Stempeldeputation und 1861 bis 1864 als Steuerschätzungsbürger. Der Hamburgischen Bürgerschaft gehörte Laeisz 1862 als Vertreter der Stempeldeputation an. Er wurde 1878 von der Kaufmannschaft in die Kommission für die Seemannskasse gewählt und war 1882 Beisitzer des Seeamts.
Laeisz war Gründungsmitglied des Eisbahn-Vereins auf der Uhlenhorst, der als einer der ersten deutschen Vereine Tennis in sein Programm aufnahm. Für die erste Ausrichtung der deutschen Tennismeisterschaften 1892 in Hamburg stiftete Laeisz den Siegerpokal.
Im Alter von fast 73 Jahren starb Carl Laeisz am 22. März 1901 in Hamburg. Testamentarisch hatte er der Philharmonischen Gesellschaft eine neue Musikhalle, die Laeiszhalle, gestiftet. Seine Witwe Sophie Laeisz stockte die Stiftung weiter auf. Sie wurde außerdem 1906/07 einer der Stifter der Hamburgischen Wissenschaftlichen Stiftung (gegründet 1907).

## Bilder

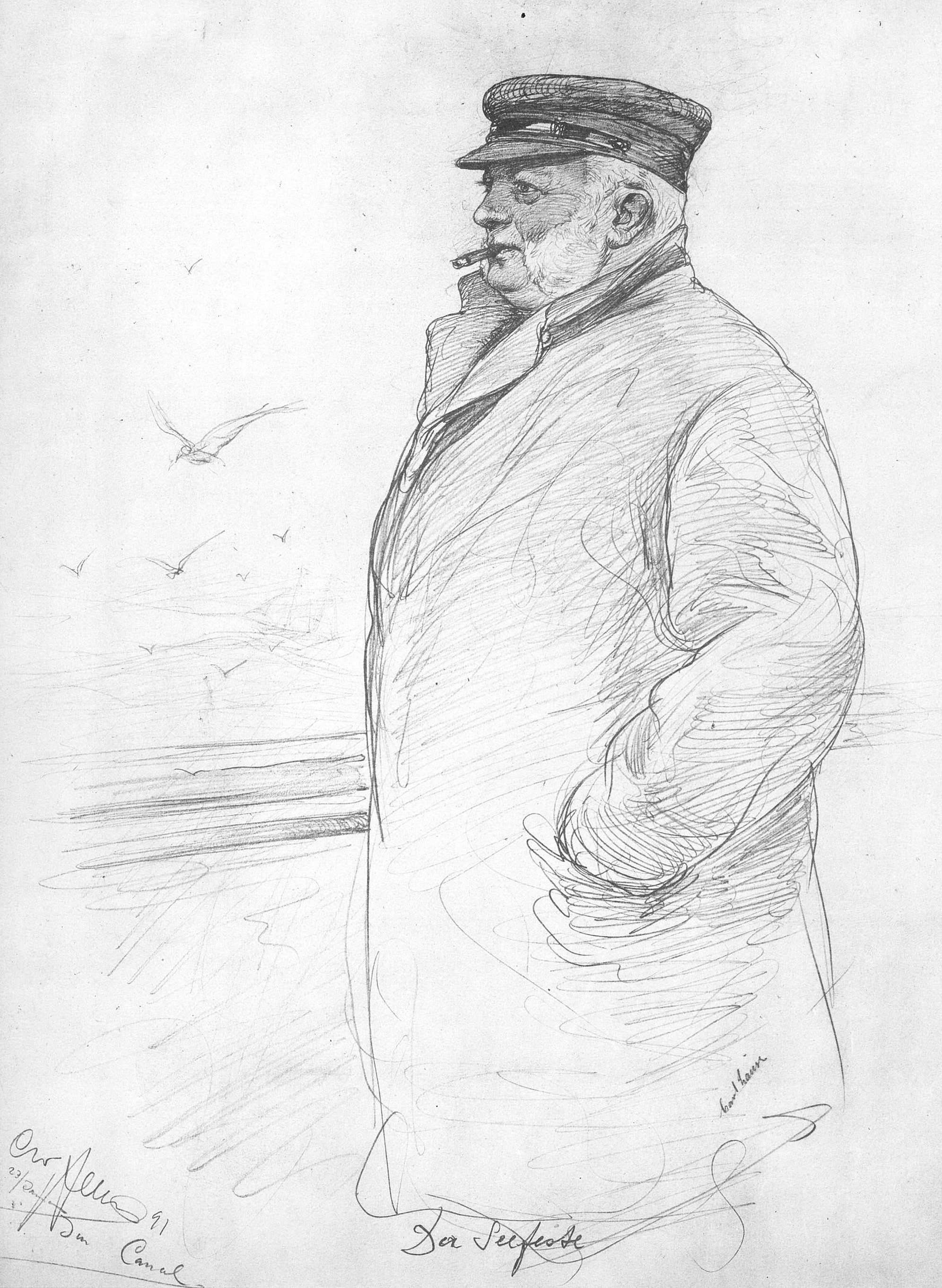
Carl Laeisz, 1891, gez. von C.W. Allers
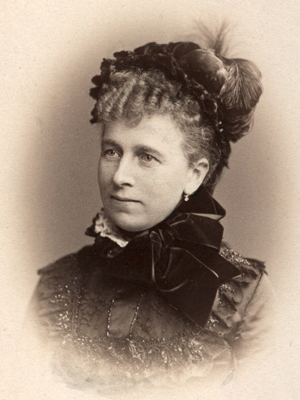
Sophie Laeisz
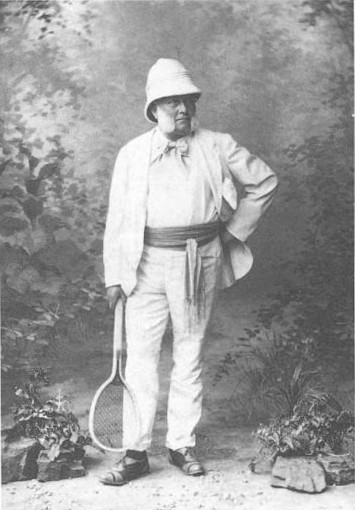
Laeisz, 1895
Laeisz kurz vor seinem Tod
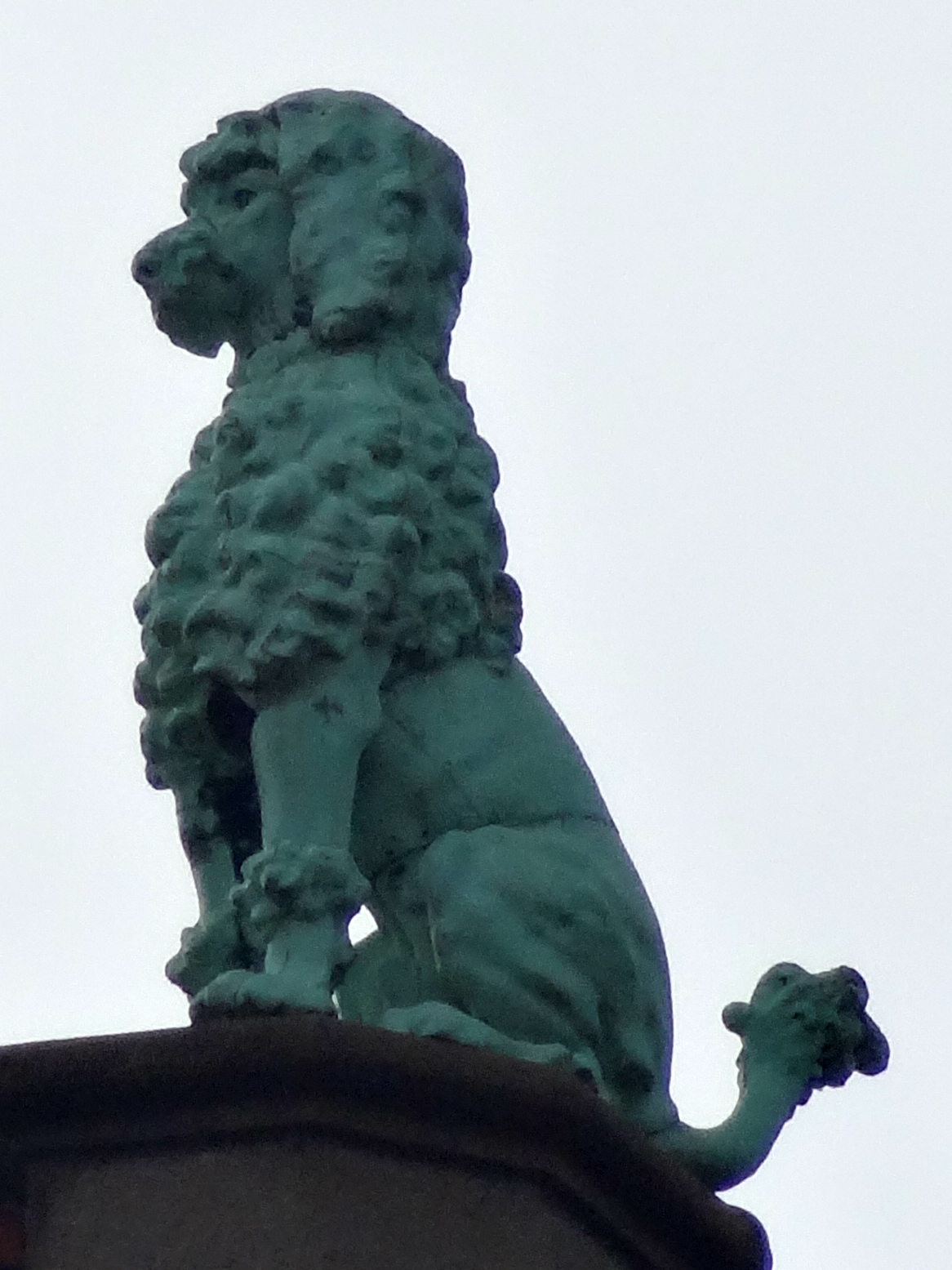
Pudel auf dem Laeiszhof